# Janus chinasi
Janus chinasi (JAK) è una famiglia di tirosina chinasi non-recettore che trasducono segnali mediati da citochine attraverso la via metabolica JAK-STAT.

JAK - Percorso del segnale STAT

## Storia
Questa famiglia di chinasi è stata chiamata "just another kinase - JAK" 1 & 2 ("semplicemente un'altra chinasi" in inglese, dato che le JAKs sono solo alcune fra un grande numero di chinasi scoperte in un esperimento basato sulla PCR). Successivamente hanno ricevuto la denominazione "Janus chinasi", in riferimento al dio romano Giano, dio degli inizi, che aveva due facce.

## Descrizione
Contrariamente ai recettori della tirosina chinasi, i recettori delle citochine non hanno una propria attività enzimatica e quindi richiedono le chinasi JAK1 e JAK2 per attivare le cascate di segnali intracellulari. Quando una molecola di segnalazione è ancorata al recettore, i JAK vengono attivati e quindi si fosforilano a vicenda.

## Famiglie

Sinossi dei segnali delle vie di traduzione coinvolte nell'apoptosi.

Si contano 4 membri di tirosina chinasi non recettoriali (JAK1, JAK2, JAK3 E TYK2), con una generica distribuzione tissutale uniforme, eccetto per la JAK3 la cui espressione è ristretta a livello emopoietico.
1. Janus chinasi 1 (JAK1)
2. Janus chinasi 2 (JAK2)
3. Janus chinasi 3 (JAK3)
4. Tirosin-chinasi 2 (TYK2)

La modalità della loro attivazione è stata oggetto di intenso studio negli ultimi 10 anni, con particolare riguardo alla JAK2. La sua attivazione occorre dopo dimerizzazione indotta dal legame della citochina col suo recettore e la conseguente trans-fosforilazione delle subunità su residui specifici (tirosina 1007 e tirosina 1008). Dopo questa fosforilazione, senza la quale JAK2 ha attività basale pressoché nulla, la chinasi aumenta l'affinità dei suoi substrati di almeno 4-5-volte.

## Vie di attivazione
- Canonica

La via canonica è attivata da citochine, dopo questa fosforilazione, senza la quale jak2 ha attività basale pressoché nulla, la chinasi aumenta l'affinità dei suoi substrati di almeno 4-5-volte.
- Non Canonica

La via chiamata non-canonica è regolata da stimoli diversi da quelli citochinici, come:
- dai recettori di membrana con domini a 7 eliche (7tm);
- attraverso delle tirosina chinasi non recettoriali indotte dallo stress ossidativo;
- dall'ipertonicità cellulare.

Esempi di ormoni che attivano le JAKs attraverso i recettori 7TM sono l'angiotensina II, la bradichinina, le endorfine e la colecistochinina. Le tirosina chinasi che possono attivare le JAKs dopo stress ossidativo sono c-Src, c-Fyn e c-Lyn; il fenomeno è stato registrato soprattutto a carico del tessuto linfatico. Infine, nel diabete l'ipertonicità cellulare e/o tissutale causata dal glucosio può attivare le JAKs anche questa volta con meccanismo ossidativo, generato dal blocco di certe proteina fosfatasi specifiche per le JAKs, come la SHP-1.

## Trasduttore di segnale e attivatore di trascrizione
Il compito finale delle JAKs è quello di fosforilare fattori di trascrizione chiamati STATs (Signal Transducers of Activated Transcription), che dal citosol migrano nel nucleo cellulare. Lì, una volta interagiti con sequenze specifiche di DNA, danno il via all'espressione di batterie di geni specifici, che a loro volta daranno origine a delle risposte biologiche dipendentemente dal contesto cellulare o tissutale.

## Inibitori delle JAK
Tra gli inibitori delle janus kinasi si stanno sperimentando diversi farmaci:
diversi sono stati approvati da alcune autorità regolatorie, altri sono corso di sperimentazione ed altri ancora sono studiati in indicazioni off-label.